# 安東昌喬
安東 昌喬（あんどう まさたか、1880年（明治13年）5月28日 - 1956年（昭和31年）4月7日）は、日本海軍の軍人。最終階級は海軍中将。

## 経歴
岐阜県士族安東吉右衛門の五男として生れる。札幌中学校を経て、1900年12月、海軍兵学校（28期）を卒業し、1902年12月、海軍少尉任官。日露戦争では第15艇隊付として出征し、日本海海戦では「常磐」分隊長であった。砲術練習所で学んだ後、呉海兵団分隊長、「筑波」分隊長、「卯月」艦長、「日進」砲術長、呉鎮守府参謀などを経て、1911年5月、海軍大学校（甲種9期）を首席で卒業した。
イギリス駐在、「香取」砲術長、軍令部参謀、軍令部第1班第1課部員などを歴任。第一次世界大戦では、第2特務艦隊参謀として地中海に派遣され活動した。さらに海大教官、「霧島」艦長、第2艦隊参謀長などを経て、1924年12月、海軍少将に進級。軍令部参謀（第2班長)を経て、霞ヶ浦海軍航空隊司令となり、将官という地位にありながら操縦技術を習得し陣頭指揮を行った。なお当時の副長は山本五十六である。1928年12月、海軍中将となり、海軍航空本部長などを歴任。1931年12月、予備役に編入された。
1947年（昭和22年）11月28日、公職追放仮指定を受けた。

## 栄典
位階
- 1902年（明治35年）4月11日 - 正八位[3]
- 1903年（明治36年）12月19日 - 従七位[4]
- 1905年（明治38年）2月14日 - 正七位[5]
- 1910年（明治43年）3月22日 - 従六位[6]
- 1932年（昭和7年）1月20日 - 正四位[7]

勲章
- 1906年（明治39年）4月1日 - 功五級金鵄勲章・勲五等双光旭日章・明治三十七八年従軍記章[8]
- 1918年（大正7年）3月4日 - 勲三等瑞宝章[9]
- 1940年（昭和15年）8月15日 - 紀元二千六百年祝典記念章[10]

## 親族
- 娘婿 伍賀守雄（旧姓・前田）海軍中佐